# آتش‌سوزی‌های جنگل بارانی آمازون ۲۰۱۹
آتش‌سوزی جنگل‌های برزیل در سال ۲۰۱۹ یک سلسله آتش‌سوزی است که از ژانویه ۲۰۱۹ جنگل‌های آمازون و مناطق وسیعی از کشور برزیل را دربر گرفته‌است. از ابتدای سال ۲۰۱۹ میلادی تاکنون دست‌کم ۷۵٬۳۳۶ آتش‌سوزی در جنگل‌های این کشور رخ داده‌است که ۸۴٪ نسبت به سال قبلش بیشتر است. این رقم بالاترین مورد از زمان ثبت آمار در سال ۲۰۱۳ است.

## جنگل آمازون و جنگل زدایی
جنگل‌های بارانی آمازون معادل ۶/۷ میلیون کیلومتر مربع است. جنگل‌زدایی از جنگل‌های بارانی آمازون توسط انسان‌ها برای دهه‌ها نگرانی بزرگی بوده است، به خصوص اینکه تأثیر جنگل‌های بارانی بر آب و هوای جهانی مشخص و اندازه‌گیری شده است.